# Fanáticos Game Show
Fanáticos Game Show, também conhecido simplesmente por Fanáticos, foi um programa de televisão no estilo Game show exibido pelos canais Esporte Interativo. O programa foi anunciado pela emissora no dia 22 de novembro de 2016, durante a cobertura dos jogos da UEFA Champions League.
Conforme dados divulgados pela própria emissora, a primeira temporada do programa foi um sucesso de audiência. Entre parabólica e TV fechada, mais de 13 milhões de pessoas foram alcançadas pelo game. Além disso, por 4 vezes o programa esteve nos Trending Topics mundiais.
No programa, que tinha o formato de um "game show", as duplas, que representam seus clubes de coração, tinham que provar que de fato são fanáticas por seu clube. Para isso, elas eram testadas com perguntas sobre os clubes, além de atividades que dependem do engajamento de suas respectivas torcidas, que auxiliam as duplas através de interações nas redes sociais. Os vencedores ganhavam uma viagem para assistir a um jogo da UEFA Champions League, com tudo pago.

## 1ª temporada
A primeira temporada do programa, que estreou em 05 de dezembro de 2016 e terminou no dia 21 de janeiro de 2017, foi apresentada por Octavio Neto e Mariana Fontes (que apresentaram a temporada inteira com a camisa da Chapecoense, uma vez que a atração estreou após a tragédia com o avião da equipe).
Nesta temporada, o programa se dividiu entre provas de conhecimento esportivo, histórias do seu time e provas surpresas (físicas e digitais) interagindo com Zico, Rivelino, André Henning, Mauro Beting e todo elenco dos canais Esporte Interativo.
Foram 26 episódios, onde foram registradas competições entre 12 duplas, que foram divididas em três grupos. Ao final da primeira fase, seis duplas foram classificadas e outras duas foram indicadas pelo público para passarem para o mata-mata, até chegarem à final. A dupla campeã desta edição, João Augusto e Julio César “Papito”, representava o Bahia.
Conforme dados divulgados pela própria emissora, esta temporada foi um sucesso de audiência. Entre parabólica e TV fechada, mais de 13 milhões de pessoas foram alcançadas pelo game. Além disso, por 4 vezes o programa esteve nos Trending Topics mundiais.
Os perfis oficiais dos clubes nas redes sociais, além de jogadores da atualidade e ex-atletas como o Diego (Flamengo) e Edmundo (Vasco da Gama), participaram da brincadeira, ajudando os candidatos. Para se ter uma ideia, no Instagram, o perfil oficial do Esporte Clube Bahia comemorou a vitória de seus "fanáticos", com os dizeres: “Primeiro título do ano”.

## 2ª temporada
A segunda temporada do programa, que recebeu o título de "Fanáticos 2", e foi apresentada por Felipe Solari e Luis Felipe Freitas (este comandando as provas, enquanto o outro fazia as interações), teve inicio em 20 de junho de 2017.
Esta edição ganhou um formato mais "reality show" que a anterior. Para isso, todos os participantes ficaram reunidos numa mesma casa, no Rio, e as interações fora dos estúdios também estão sendo registradas. No fim do reality o campeão foi a dupla do Vasco da Gama.

## 3ª temporada
A terceira temporada do programa, que recebeu o título de "Fanáticos 3", e foi apresentada por Luis Felipe Freitas e João Tavares (campeão da última edição pelo Vasco), teve início em 4 de dezembro de 2018.
Com nível de dificuldade ainda maior, esta foi a temporada de maior audiência na emissora, segundo dados divulgados pela mesma. Bruno Lucena e Adriano Lugon, que representaram Flamengo e Botafogo respectivamente, protagonizaram duelos de conhecimento que tiraram o fôlego do público. Mas, ao contrário do que se imaginava, o Botafogo não participou da final do programa, após ter sido superado pelo próprio rival carioca na semi-final. 
O adversário do Flamengo foi o Paraná Clube, que empurrado pela torcida e no talento de uma boa dupla, fez uma campanha surpreendente.
O título do reality só foi decidido na última pergunta da Final, realizada em 26 de janeiro de 2018, e o Rubro-Negro carioca tornou-se campeão do Fanáticos 3. A grande decisão, que durou mais de três horas, rendeu ao Esporte Interativo a sétima maior audiência da TV fechada em 2018 no Brasil, feito que a emissora não conseguiu nem com jogos da UEFA Champions League, cujos direitos custaram caro ao grupo que administra o canal. 
Bruno Lucena e Pedro Caruso tornaram-se a terceira e última dupla campeã do gameshow.